# Кшижовиці (Нижньосілезьке воєводство)
Кшижовиці (пол. Krzyżowice, нім. Schlanz) — село в Польщі, у гміні Кобежиці Вроцлавського повіту Нижньосілезького воєводства.
Населення — 434 особи (2011).
У 1975-1998 роках село належало до Вроцлавського воєводства.

## Демографія
Демографічна структура станом на 31 березня 2011 року:
|          | Загалом | Допрацездатний вік | Працездатний вік | Постпрацездатний вік |
| -------- | ------- | ------------------ | ---------------- | -------------------- |
| Чоловіки | 178     | 33                 | 131              | 14                   |
| Жінки    | 256     | 61                 | 149              | 46                   |
| Разом    | 434     | 94                 | 280              | 60                   |